# Lazer Guided Melodies
Albums de Spiritualized
Fucked Up Inside
(1993)
Lazer Guided Melodies est le premier album de Spiritualized, sorti en 1992.

## L'album
Il est produit après la brouille et la séparation entre Jason Pierce et Sonic Boom de Spacemen 3. Il fait partie des 1001 albums qu'il faut avoir écoutés dans sa vie.

### Titres
Tous les titres sont de Jason Pierce, sauf mentions.
1. You Know It's True (3:38)
2. If I Were with Her Now (5:43)
3. I Want You" (3:48)
4. Run (J.J. Cale, Jason Pierce) (3:51)
5. Smiles (J.J. Cale, Jason Pierce) (2:14)
6. Step into the Breeze (J.J. Cale, Jason Pierce) (2:44)
7. Symphony Space (J.J. Cale, Jason Pierce) (5:55)
8. Take Your Time (6:52)
9. Shine a Light (7:17)
10. Angel Sigh (Jason Pierce, Mark Refoy) (5:46)
11. Sway (Jason Pierce, Mark Refoy) (6:53)
12. 200 Bars (Jason Pierce, Mark Refoy) (6:16)

### Musiciens
- Jason Pierce : guitares acoustiques et électriques, dulcimer, autoharpe, piano, voix
- Kate Radley : claviers, piano, voix
- Mark Refoy : guitares acoustiques et électriques, dulcimer
- Will Carruthers : basse
- Jonny Mattock : batterie, percussions, dulcimer
- Simon Clarke : flute
- Roddy Lorimer : trompette
- Will Gregory : saxophone
- Colin Humphries : violoncelle
- Martin Robinson : violoncelle
- Owen John : violon